# 東都筑駅
東都筑駅（ひがしつづきえき）は、静岡県浜松市浜名区三ヶ日町都筑にある、天竜浜名湖鉄道天竜浜名湖線の駅である。

## 歴史
- 1953年（昭和28年）7月8日：国鉄二俣線の仮停車場として新設[1]。
- 1955年（昭和30年）5月6日：駅に昇格[1]。
- 1987年（昭和62年）3月15日：天竜浜名湖鉄道に転換[1]。

## 駅構造
単式ホーム1面1線を有する地上駅。周囲よりホームの位置は高く、スロープは無い。
無人駅。ホーム上に待合室が設置されている。また、駅前にミカンの形を模したトイレがある。

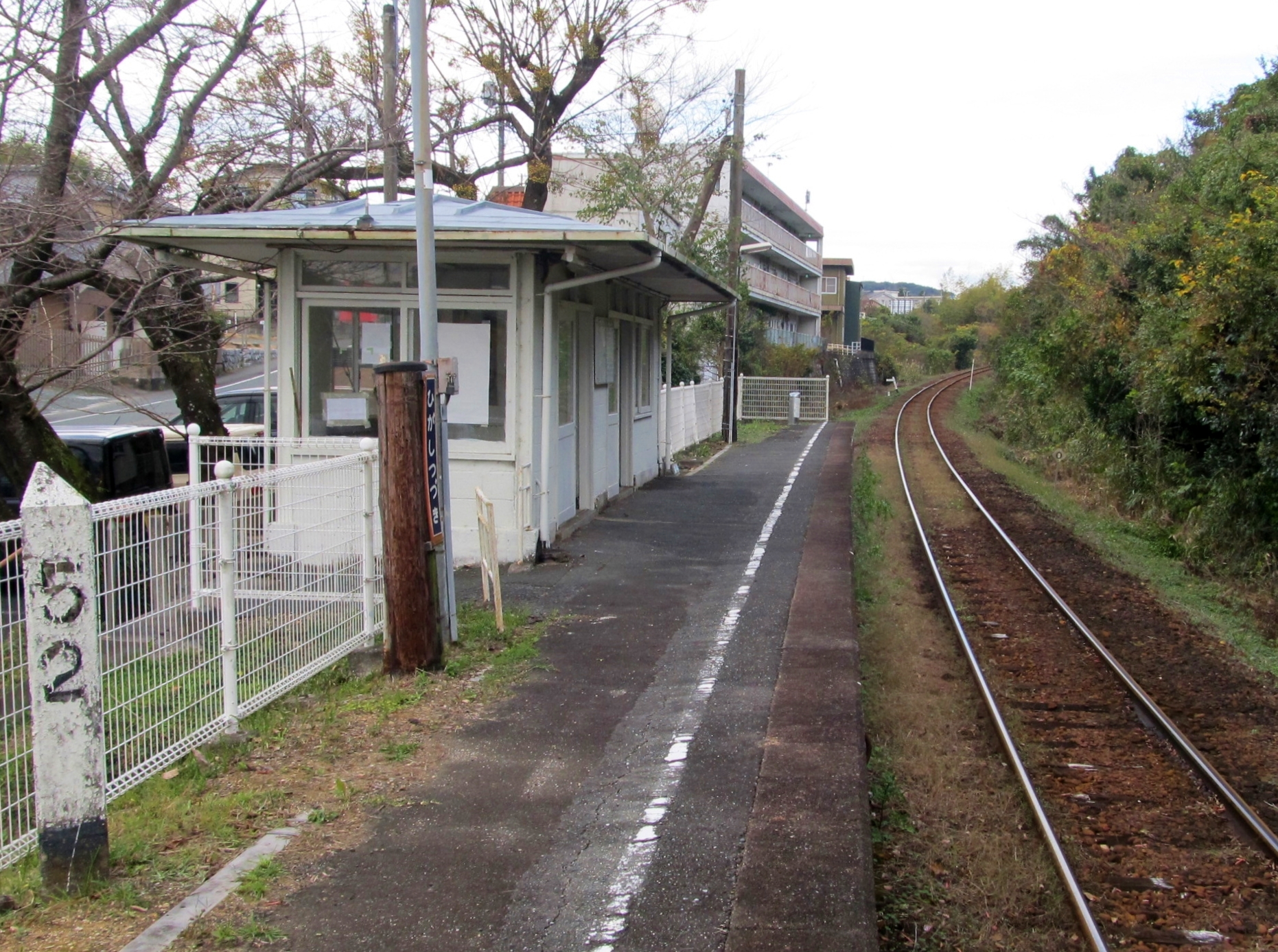
ホーム

## 利用状況
近年の1日平均乗車人員の推移は以下の通り。
| 乗車人員推移 | 乗車人員推移    |
| 年度         | 1日平均乗車人員 |
| ------------ | --------------- |
| 2008         | 50              |
| 2009         | 45              |
| 2010         | 42              |
| 2011         | 38              |
| 2012         | 56              |
| 2013         | 51              |
| 2014         | 45              |
| 2015         | 55              |
| 2016         | 39              |
| 2017         | 34              |
| 2018         | 35              |

## 駅周辺

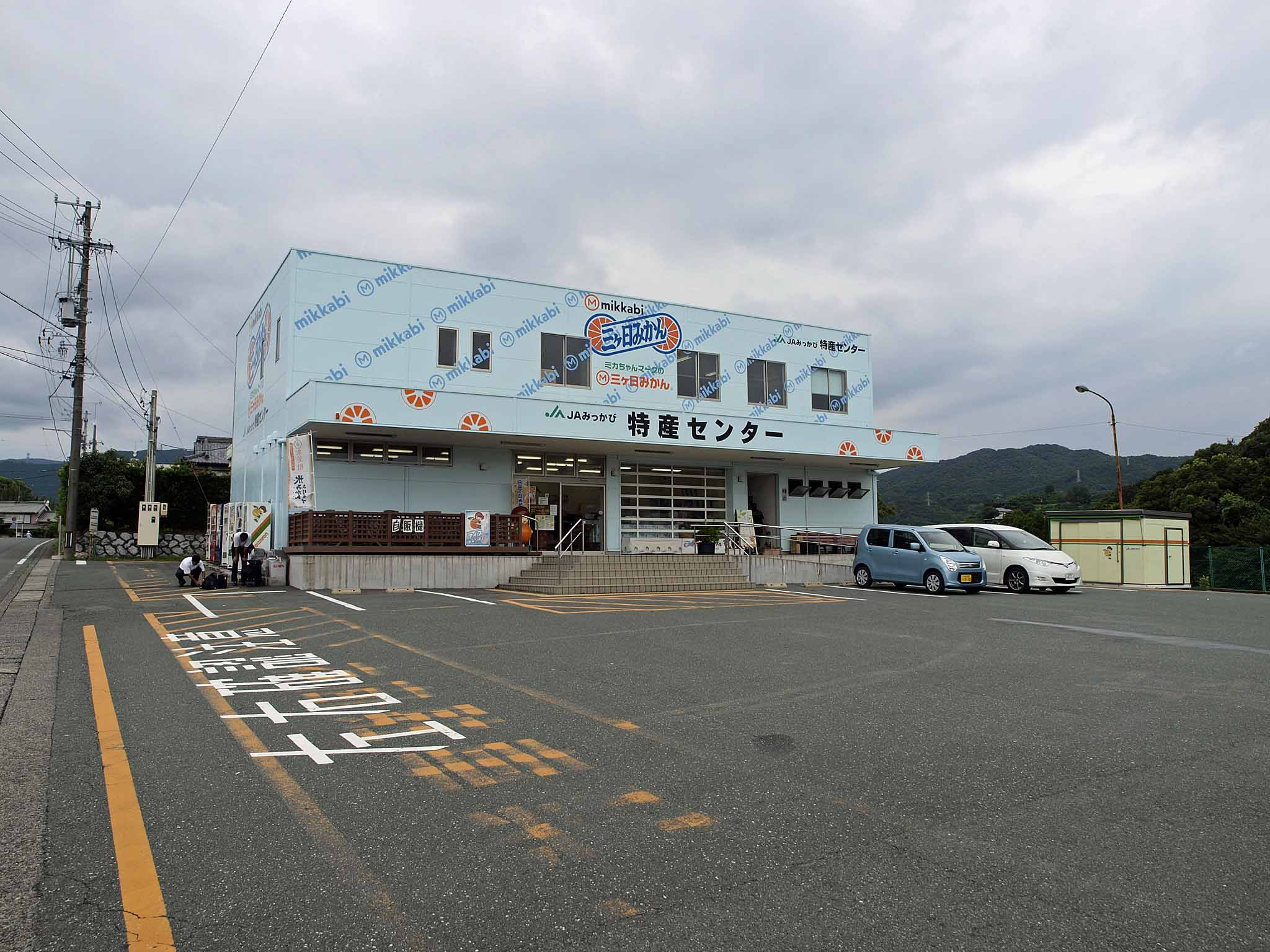
JAみっかび特産センター（2階にジェイアールバス関東東名三ヶ日支店が入居している）

隣駅の都築駅にかけて都築中心部で商店等が点在する。駅南方・南西方には浜名湖畔の保養施設・行楽施設が集まり、当駅は奥浜名湖観光拠点の1つにもなっている。また、東名高速道路三ヶ日インターチェンジに近いことから、高速バス関係施設や工場等が立地している。
- 観光タクシーのりば
- 都筑郵便局
- 三ヶ日凸版印刷
- 東海プラスチック三ヶ日工場
- 千代田家具三ヶ日店
- はまなこ病院
- 遠鉄バス40気賀三ヶ日線「東都筑」停留所：浜松駅行（気賀駅前に寄らず）、三ヶ日車庫行
- トヨタ自動車グローバル研修所
- トヨタ自動車三ヶ日研修所
- JAみっかび特産センター
- ジェイアールバス関東東名三ヶ日支店
- 西日本ジェイアールバス宿泊所
- 三ヶ日青年の家
- ウェルネス浜名湖
- かんぽの宿浜名湖三ヶ日
- 東急サニーパーク

## 隣の駅
天竜浜名湖鉄道
■天竜浜名湖線
浜名湖佐久米駅 - 東都筑駅 - 都筑駅